# بريطانيا العظمى في الألعاب البارالمبية الصيفية 2012
شاركت بريطانيا العظمى في الألعاب البارالمبية الصيفية لندن 2012, حيث اختتمت الدورة ب ... ميدالية; ... ذهبية، ... فضية و... برونزية. بهذه النتيجة إحتلت بريطانيا العظمى المرتبة ... في الدورة.

## وصلات خارجية
- الموقع الرسمي لندن 2012 نسخة محفوظة 28 فبراير 2013 at the UK Government Web Archive